# Clipper d'Argenteuil
Le Clipper d'Argenteuil ou clipper de Seine est un bateau à un mat, inventé au XIXe siècle par le peintre Gustave Caillebotte pour des régates sur la Seine.
Il est le sujet de nombreuses peintures impressionnistes, de Manet, Claude Monet, Auguste Renoir ou Caillebotte.

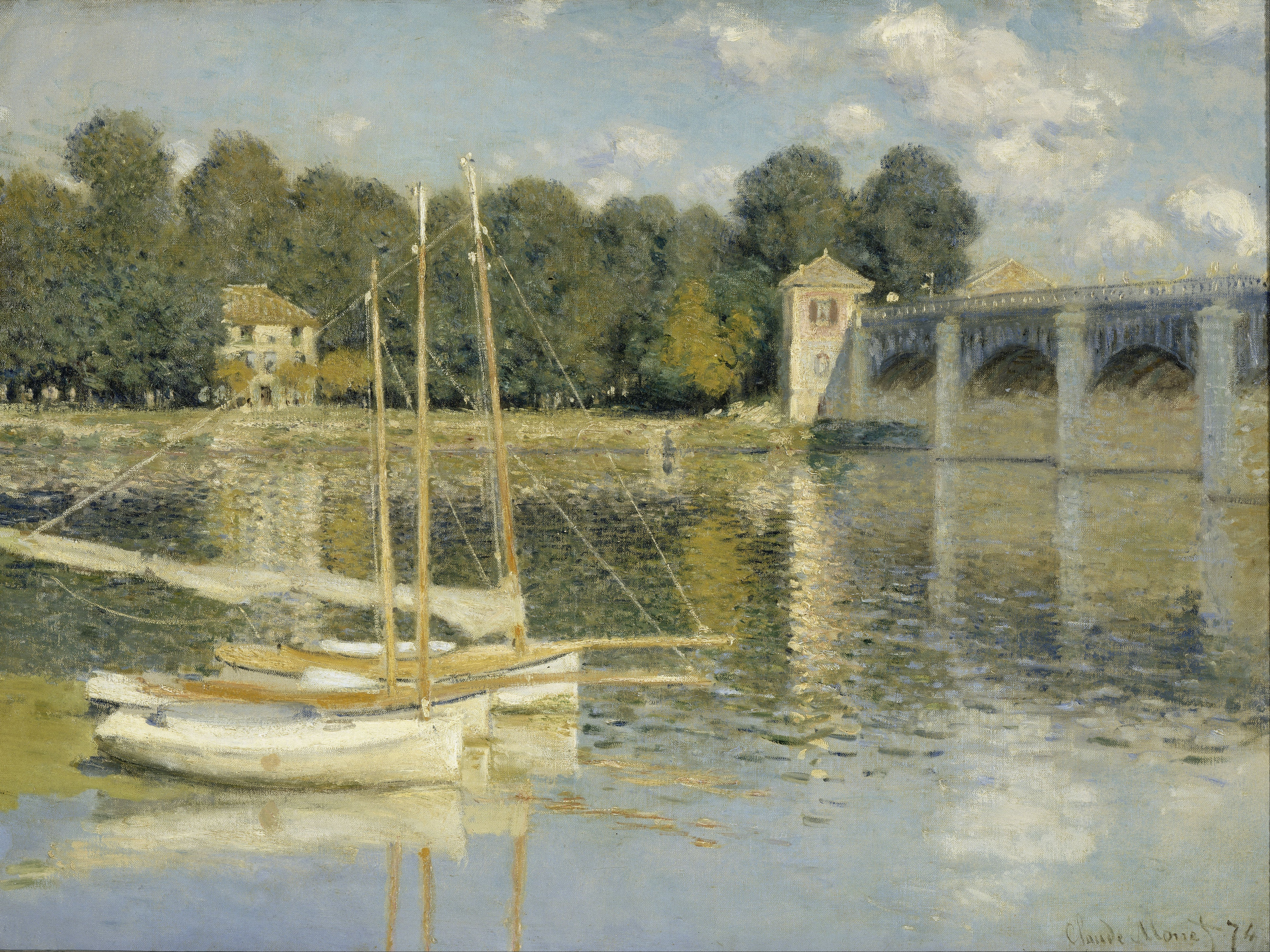
Claude Monet, Le Pont d'Argenteuil.

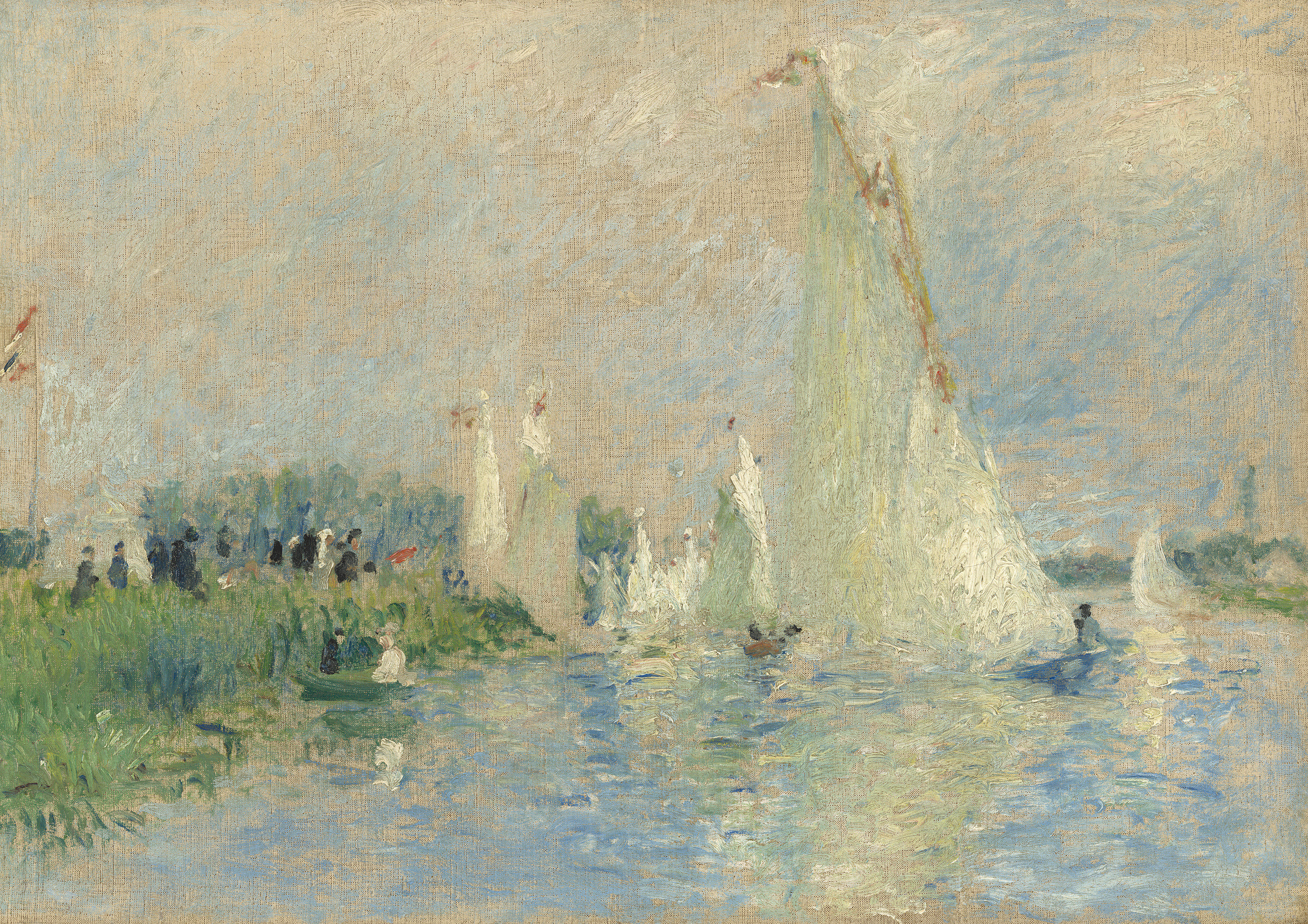
Auguste Renoir, Régate à Argenteuil

## Origine
Argenteuil est le lieu de régate parisienne pendant le XIXe siècle. On y pratique la course à rames et à voile jusqu'à Bezons.
La découverte des dériveurs américains en 1847 de type sandbagger, avec leurs dérives pivotantes, puis Le Margot en 1850,  puis du New York, un cat-boat, qui remporte toutes les victoires remet en question les principes de constructions des bateaux de rivières, en particulier pour la Seine. Ces bateaux sont étudiés avec soin. On élabore alors des bateaux aux coques élancées et aux gréements plus importants qui sont baptisés  « Clipper d'Argenteuil ».

## Caractéristique

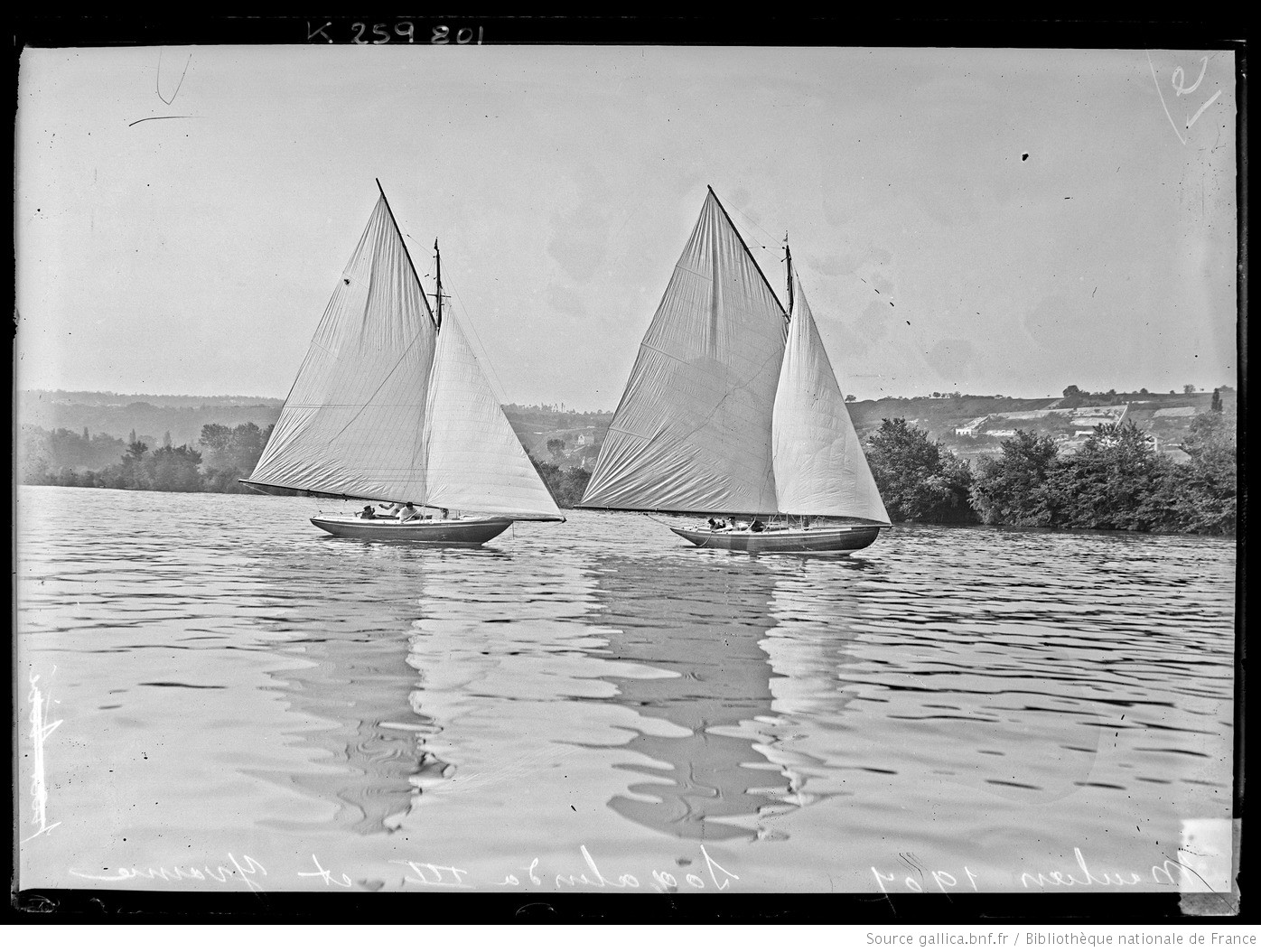
Régate de voiliers de Seine, à Meulan en 1907. Source Gallica BNF.

Bateau plat, dont la coque mesure 8 m, doublé par un bout-dehors de même taille, le mat de 8 mètres emporte une voile de coton ou de soie de 100 m2.

## Représentation

Plan du Roastbeef, voilier de Seine, dessiné et construit par Gustave Caillebotte en 1892.